# Sława – de best 2
Sława – de best 2 – album kompilacyjny polskiego zespołu rockowegoElektryczne Gitary z 1998 roku. Zawiera utwory z ich poprzednich płyt: „Wielka radość”, „A ty co” i „Huśtawki”, a także z albumu-ścieżki dźwiękowej „Kiler”. Oprócz tego zawiera trzy, nie nagrane wcześniej utwory.  

## Lista utworów
1. „A ty co”
2. „Wiele razy”
3. „Dziki”
4. „Kiler”
5. „Ryba piła”
6. „Na krzywy ryj”
7. „Huśtawka”
8. „Tatusia”
9. „Kinga”
10. „Przewróciło się”
11. „Sława”
12. „Wytrąciłaś”
13. „Będę szedł”
14. „Nie męcz mnie”
15. „Leasing”
16. „Wszystko ch.”
17. „Za dużo w głowie”
18. „Bij zabij”